# Босилков, Евгений
Евгений Левиджов Босилков (мирское имя Викентий Босилков, 16 ноября 1900, Белене, Плевенская область — 11 ноября 1952, София) — болгарский католический епископ, блаженный мученик.

## Биография
Викентий Босилков родился 16 ноября 1900 года в городе Белене на севере Болгарии, в семье болгарских католиков латинского обряда.

### Карьера
В 14 лет вступил в монашескую конгрегацию пассионистов. Учился в пассионистских обителях в Голландии и Бельгии. Принял монашеское имя Евгений. В 1920 году принес обеты, 25 июля 1926 года рукоположён в священный сан. В 1924—1927 годах продолжал обучение в Болгарии, затем был направлен в Рим, в Папский Восточный Институт (докторская диссертация на тему единства Болгарской Церкви со Святым Престолом в первой половине XIII века, 1931). Вновь вернувшись в Болгарию в 1934 году, служил в разных епархиях, предпочитая активную работу с мирянами. Был настоятелем прихода в селе Бырдарски-Геран.
После освобождения Болгарии в ходе Второй мировой войны и установления в стране коммунистического режима, в условиях антицерковной политики властей, 26 июля 1947 году назначен епископом Никопола (рукоположён в епископский сан 7 октября 1947 года).
В 1948 году с разрешения властей совершил визит ad limina в Рим. Отказался от предложения властей объявить о независимости болгарских католиков от Святого Престола.

### Арест и казнь
16 июля 1952 году в рамках кампании по аресту католических священнослужителей задержан в Софии.
На показательном процессе, состоявшемся 29 сентября — 3 октября 1952 года, в качестве улик были предъявлены два пистолета, обнаруженных в софийском католическом колледже, где они хранились в качестве музейных экспонатов, и старый радиоприемник. Четыре человека (еп. Евгений Босилков и оо. Камен Вичев, Павел Джиджов и Йосафат Шишков) были приговорены к смертной казни через расстрел.
На встрече с племянницей после оглашения приговора он сказал: «Я знаю, что Господь дал мне Свою благодать. Я хочу умереть. Не плачь. Матерь Божия нас не оставит. …Завтра принесли мне два коврика, потому что спать приходится на цементном полу».
Епископ Евгений Босилков был расстрелян на территории тюрьмы, в 23 ч. 30 мин. 11 ноября 1952 года. Его тело было сброшено в общую могилу и до сих пор не может быть найдено.
Приговор был публичным (Папа Пий XII упоминал еп. Босилкова в своей энциклике, обращенной к Восточным Церквам — «Orientales ecclesias» — от 15 декабря 1952 года), однако был ли он исполнен и при каких обстоятельствах, известно не было. Вплоть до 18 ноября (неделю спустя после расстрела) у родственников осужденных принимали продуктовые передачи на их имя. Даже в 1975 году председатель госсовета НРБ Тодор Живков на вопрос Папы Павла VI во время личной встречи ответил, что «Босильков умер в тюрьме».

## Прославление
15 марта 1998 года папа Иоанн Павел II беатифицировал вл. Евгения Босилкова. На проходившей в Риме церемонии присутствовали заместитель председателя Народного собрания Болгарии Иван Куртев, а также епископы Христо Пройков, Петко Христов и Георгий Йовчев и паломники со всей страны.